# 陰澹
陰 澹（いん せん、生没年不詳）は、五胡十六国時代前涼の人物。敦煌郡の出身。

## 生涯
陰氏は涼州の豪族であるという。
弱冠にして才智・徳行を有し、忠烈をもって知られた。やがて州に招かれて治中従事に任じられた。陰澹は在任中、自らの身を厭わずに冤罪と戦ったという。
301年、張軌が涼州が赴任すると、陰氏が強盛であった事から統治に協力させようと思い、陰澹を招いた。陰澹はその股肱・謀主となると、国家の機密を預かった。その後、督護・参軍・武威郡太守を歴任した。張軌が涼州を保つに当たって、陰澹の尽力による所は多かったという。
張茂の時代には敦煌郡太守に任じられた。陰澹は着任すると、都郷斗門において渠を開き、田畑を灌漑した。これにより、百姓は利益を蒙って安んじられ、陰澹の名は知られるようになった。
時期は不明だが左将軍にも任じられた。没年は不明である。
隋書経籍志によると「魏紀十二巻」の著者であるという。

## 弟の陰鑒
張駿の時代、陰澹の弟である陰鑒は鎮軍将軍に任じられた。陰氏の宗族は強盛であったので、張駿はこれを危険視し、主簿魏纂に命じて陰鑒が謀反を為そうとしたと誡告し、自殺を命じた。これにより、張駿は人心を大いに失ったという。
後に張駿が病に罹ると、陰鑒が現れて祟りを為し、これにより亡くなったという。その3年後、魏纂もまた病に罹ると、陰鑒が現れて祟りを為し、同じく亡くなったという。

## 逸話
敦煌の人である索襲は学問を好んで俗世と交わらなかった。陰澹はこれに敬意を払っており、索襲が没するに及び、陰澹はその葬儀に参列して銭を贈った。
ある時、陰澹は天文に明るい事で名を馳せていた索紞のもとへ出向き、占書を求めた。だが、索紞は「昔、太学に入った時、一人の父老が主人となった。その人には知らない事は無く、その姓名も隠しており、さながら隠者のようであった。この紞は父老に従い、占夢の術について問うたが、まことに浅はかであった。詳細を調べ尽くしてこそ説明を理解する事が出来るのだ。真に書に意味などないのだ」と答えた。陰澹は彼を西閤祭酒として招こうとしたが、索紞は丁重にこれを辞退した。陰澹は帛を送ってこれに礼した。